# Xestocephalus cirus
Xestocephalus cirus är en insektsart som beskrevs av Evans 1955. Xestocephalus cirus ingår i släktet Xestocephalus och familjen dvärgstritar. Inga underarter finns listade i Catalogue of Life.